# 小行星7959
小行星7959（英語：7959 Alysecherri）是一颗围绕太阳公转的小行星。1994年8月2日，C. W. Hergenrother在卡特林那发现了此天体。
这颗小行星的绝对星等为100.2347455560176等。